# RC-algoritm
RC-algoritmerna är en mängd av symmetriska krypteringsalgoritmer som uppfanns av  Ron Rivest. "RC" står för Rivest's cipher eller, mer informellt, Ron's code. Trots likheten i deras namn, är algoritmerna för det mesta oberoende. Det har varit sex RC-algoritmer hittills:
- RC1 publicerades aldrig.
- RC2 var en 64-bitars blockchiffer som utvecklades 1987.
- RC3 var trasig innan den någonsin användes.
- RC4 är världens mest använda strömchiffer.
- RC5 är en 32/64/128-bitars blockchiffer som utvecklades 1994.
- RC6 är en 128-bitars blockchiffer som bygger på RC5 och utvecklades 1997.